# Бретяк (река)

Бретяк (Малый Бретяк, Барабак) — река в России, протекает в Белорецком и Бурзянском районах Башкортостана. Устье реки находится в 198 км по левому берегу реки Нугуш в деревне Бретяк. Длина реки составляет 27 км, площадь водосборного бассейна 129 км².

## Данные водного реестра
По данным государственного водного реестра России относится к Камскому бассейновому округу, водохозяйственный участок реки — Нугуш от истока до Нугушского гидроузла, речной подбассейн реки — Белая. Речной бассейн реки — Кама.
По данным геоинформационной системы водохозяйственного районирования территории РФ, подготовленной Федеральным агентством водных ресурсов:
- Код водного объекта в государственном водном реестре — 10010200312111100017804
- Код по гидрологической изученности (ГИ) — 111101780
- Код бассейна — 10.01.02.003
- Номер тома по ГИ — 11
- Выпуск по ГИ — 1